# Stroitsja most
Stroitsja most (russisk: Строится мост) er en sovjetisk spillefilm fra 1965 af Oleg Jefremov og Gavriil Jegiazarov.

## Medvirkende
- Igor Vasiljev som Sasja Malasjkin
- Oleg Tabakov som Sergej Zajtsev
- Lilija Tolmatjova som Perova
- Galina Voltjek
- Jevgenij Jevstignejev som Sinayskij